# Johnnie Walker Keep Walking StarLight 容祖兒演唱會 08
StarLight 世界巡迴演唱會，是香港女歌手容祖兒的第五個個人紅館個唱。主辦機構為英皇娛樂，由Johnnie Walker冠名贊助。
是次演唱會在2008年1月25日於香港開跑，舉行10場，並於同年4月加開4場 Part 2；及後走訪馬來西亞、美國、加拿大、中國、澳洲等地，歷時3年，合共演出25場。

## 背景
2007年容祖兒夥拍唱片監製王雙駿炮製快歌〈逃〉並推出其標誌性「傾斜45度角」舞步後，萌生出以這首歌為主題曲舉辦演唱會的念頭，遂與王再度合作，先後發行兩張廣東專輯《Glow》及《In Motion》，並首次起用王為演唱會音樂總監，製作以「光」為主題的《StarLight演唱會》。
是次演唱會反應熱烈，取得空前成功，期間容祖兒的舞蹈表演以至舞台效果等各方面均獲各界極高評價。後因同公司女子組合Twins成員鍾欣桐捲入陳冠希裸照事件，其原定於4月舉行的演唱會取消，檔期由容接下，火速回歸紅館進行 Part 2。

## 發售
演唱會票價分別為港幣$400、$250和$100。中國建設銀行指定信用卡用戶可於2007年11月5至16日期間優先訂票。

## 場次
| 日期                | 城市     | 國家/地區    | 場地                       | 附註          |
| ------------------- | -------- | ------------ | -------------------------- | ------------- |
| 第一階段 - 香港     |          |              |                            |               |
| 2008年1月25日       | 香港     | 香港         | 紅磡體育館                 |               |
| 2008年1月26日       | 香港     | 香港         | 紅磡體育館                 |               |
| 2008年1月27日       | 香港     | 香港         | 紅磡體育館                 |               |
| 2008年1月28日       | 香港     | 香港         | 紅磡體育館                 |               |
| 2008年1月29日       | 香港     | 香港         | 紅磡體育館                 |               |
| 2008年1月30日       | 香港     | 香港         | 紅磡體育館                 |               |
| 2008年1月31日       | 香港     | 香港         | 紅磡體育館                 | 嘉賓：陳奕迅  |
| 2008年2月1日        | 香港     | 香港         | 紅磡體育館                 |               |
| 2008年2月2日        | 香港     | 香港         | 紅磡體育館                 |               |
| 2008年2月3日        | 香港     | 香港         | 紅磡體育館                 | 嘉賓：張敬軒  |
| 2008年4月12日       | 香港     | 香港         | 紅磡體育館                 | 香港站 Part 2 |
| 2008年4月13日       | 香港     | 香港         | 紅磡體育館                 | 香港站 Part 2 |
| 2008年4月14日       | 香港     | 香港         | 紅磡體育館                 | 香港站 Part 2 |
| 2008年4月15日       | 香港     | 香港         | 紅磡體育館                 | 香港站 Part 2 |
| 第二階段 - 馬來西亞 |          |              |                            |               |
| 2008年6月27日       | 吉隆坡   | 马来西亚     | 雲頂雲星劇場               | [ 4 ]         |
| 2008年6月27日       | 吉隆坡   | 马来西亚     | 雲頂雲星劇場               | [ 4 ]         |
| 第三階段 - 美洲     |          |              |                            |               |
| 2008年9月27日       | 大西洋城 | 美国         | 印度宮殿大賭場體育館       |               |
| 2008年9月28日       | 大西洋城 | 美国         | 印度宮殿大賭場體育館       |               |
| 2008年10月3日       | 多倫多   | 加拿大       | 加拿大航空中心             | [ 5 ]         |
| 2008年11月10日      | 雷諾     | 美国         | 胡椒磨坊托斯卡尼活動中心   |               |
| 第四階段 - 亞洲     |          |              |                            |               |
| 2008年12月24日      | 上海     | 中国大陆     | 上海大舞台                 |               |
| 2009年3月7日        | 澳門     | 澳門         | 金光綜藝館                 | [ 6 ]         |
| 2009年4月18日       | 新加坡   | 新加坡       | 新加坡博覽中心Max Pavilion | [ 7 ]         |
| 第五階段 - 澳洲     |          |              |                            |               |
| 2010年3月26日       | 墨爾本   |              | 海信體育館                 |               |
| 2010年3月28日       | 悉尼     | 雪梨娛樂中心 |                            |               |

## 表演曲目

### 香港站
| Music Box 1. 蜃樓 2. 跟珍芳達做健身操 3. Lucky Star 4. 怯（或：煙霞） 5. 這分鐘更愛你 6. 華麗邂逅 Runaway 1. 逃 2. 心花怒放 3. Lovin'U Glow 1. 螢 2. 啜泣 3. 黃色大門（或：摩登時代） 4. 零時零分 Forest 1. Mad About You 2. 赤地雪 3. 告解 4. S.O.S. 5. Classic Medley: 1. 再見我的初戀 2. 痛愛 3. 逃避你 4. 誰來愛我 5. 損友 6. 抱抱 7. 想得太遠 8. 習慣失戀 9. 一拍兩散 10. 心淡 | Disco 1. Power Medley: 1. 未知 2. 不容錯失 3. 喜喜 4. 神魂顛倒 5. 相當刺激 6. 隆重登場 7. 越唱越強 Return 1. 我的驕傲 2. 陪我長大 3. 爭氣 4. Medley: 1. 全身暑假 2. 一面之緣 First Encore 1. 嘉賓環節 Second Encore (3/2) 1. 愛一個上一課 (Jazz Mix) 2. 16號愛人 3. 阿門 4. Be True 5. 痛愛 |

嘉賓環節備註：
- 2008年1月31日，與陳奕迅合唱〈夕陽無限好〉和〈浮誇〉
- 2008年2月3日，與張敬軒合唱〈心花怒放〉

Part 2備註：
- 表演曲目與 Part 1 大同小異
- 「Glow」環節中以〈與貓共舞〉取代〈啜泣〉
- Classic Medley 以〈呼天不應〉、〈出賣〉、〈啜泣〉及〈特別嘉賓〉取代〈損友〉和〈一拍兩散〉

## 演唱會紀念品
主辦單位亦推出一系列紀念品於場外供觀眾選購，包括與荷蘭卡通人物米菲合作推出的「Chofy」公仔。
1. Love Joey Love Four 精選唱片
2. Love Joey Love Four 唱片海報
3. StarLight 演唱會海報
4. StarLight 演唱會相套
5. StarLight 演唱會4R相
6. StarLight 演唱會8R相
7. StarLight 演唱會電話繩
8. StarLight 演唱會 Tee (Size S/M/L)
9. Chofy Box Set
10. Chofy Note Book
11. Chofy 日記行事曆
12. Chofy Tee (Size S/M/L)

## 影音產品

### 推出版本
- 平裝版
  - 3CD[8]
  - 3AQCD[9]
  - 3VCD[10]
  - 3DVD[11]
- 藍光版 (Blu-ray)[12]
- 鐵盒精裝版 (4DVD)[13]
- 重新發行版 (3CD)[14]

### 所獲獎項
- IFPI香港唱片銷量大獎2008——十大銷量廣東唱片[15]